# Аборты в Андорре
Аборты в Андорре запрещены без исключений. Андорра и Мальта — единственные европейские страны, где аборт не разрешён даже для спасения жизни женщины. Жительницы Андорры, желающие прервать беременность, обычно отправляются в соседние Испанию или Францию, где эта процедура легальна.
В Андорре, не входящей в Европейский союз, «право на жизнь» закреплено в конституции. Для женщины, которая выполняет аборт сама или даёт согласие другому лицу на осуществление аборта, предусмотрено наказание в виде домашнего ареста или тюремного заключения на срок до шести месяцев. Врач, который выполняет аборт с согласия беременной женщины, может быть приговорён к тюремному заключению до трёх лет и лишён права заниматься врачебной деятельностью на срок до пяти лет. Если прерывание беременности проводится без согласия беременной женщины, максимальное наказание составляет десять лет лишения свободы и запрет на врачебную деятельность сроком до десяти лет. Если беременная женщина умирает из-за аборта, максимальное наказание составляет 12 лет лишения свободы.